# Aedes albopictus
Aedes albopictus — вид комарів із численного роду Aedes, який походить зі Східної Азії, але на початку XXI століття поширився по всьому тропічному та субтропічному поясах Землі. Є переносником низки захворювань людини, зокрема гарячки денге, чікунгуньї, енцефаліту Ла Кросс.

## Ареал

### Інвазія
Поширився як мінімум по 28 країнах світу за межами свого природного ареалу. Основним методом розселення вважають старі автошини, якими торгують в різних країнах. Яйця цього комара відносно стійкі до прохолодної температури та можуть перебувати в стані спокою довгий час.

## Переносник вірусів
Є другим за небезпечністю після Aedes aegypti переносником вірусу гарячки денге. Також може бути переносником 7 вірусів з родини альфа-вірусів (зокрема вірусів східного енцефаломієліту коней та гарячки Росс Рівер) та 8 представників родини буньявірусів (наприклад, вірусів гарячки Рифт Валлі й енцефаліту Ла-Кросс). Aedes albopictus також здатний бути вектором для трьох флавівірусів, а саме вірусів жовтої гарячки, японського енцефаліту та гарячки Західного Нілу.